# Yo, «el Vaquilla»
Yo, el Vaquilla es una película española de 1985 dirigida por José Antonio de la Loma y José Antonio de la Loma Jr. y protagonizada por Raúl García Losada que narra la vida del delincuente El Vaquilla.

## Sinopsis
Juan José Moreno Cuenca, alias el Vaquilla, tiene 23 años y está preso en el penal Ocaña 1 de Toledo. Allí narra su historia como delincuente al periodista Xavier Vinader. Huérfano de padre, el delincuente cuenta cómo cambió su infancia cuando su madre ingresó en prisión.

## Reparto
| Actor                   | Personaje                                       |
| ----------------------- | ----------------------------------------------- |
| Raúl García Losada      | Juan José Moreno Cuenca, "El Vaquilla", de niño |
| Teresa Giménez          | Rosita                                          |
| Carmen de Lirio         | Tía Penas                                       |
| Frank Braña             | Manuel                                          |
| Daniel Medrán           | Antonet                                         |
| Mingo Ràfols            | Pencas                                          |
| Nat Collado             | Isabel                                          |
| Lino Evangelista        | Chino                                           |
| Eva Robin               | Antonia                                         |
| Rebeca Romer            | Luisa                                           |
| Ángel Fernández Franco  | Abogado                                         |
| Juan José Moreno Cuenca | como él mismo                                   |
| Xavier Vinader          | Periodista entrevistador (como él mismo)        |
| Carmen Serret           | Anita                                           |
| Marta Flores            | Monja                                           |
| Mir Ferry               | Chatarrero                                      |

## Producción
- El protagonista Raúl García Losada contaba con 12 años cuando interpretó a El Vaquilla.

- La banda sonora corrió a cargo de Los Chichos y como curiosidad cabe destacar la actuación de Ángel Fernández Franco, alias el Torete en el papel de abogado.

- El rodaje de la película se realizó en Barcelona, Gavá, Castelldefels, Lloret de Mar, Villanueva y Geltrú y Gerona en España y Perpiñán, en Francia.

- En 1995, el director filmó la que sería su última película Tres días de libertad, inspirada en los tres días de permiso que le dieron a El Vaquilla.